# Nitocrella incerta
Nitocrella incerta är en kräftdjursart som först beskrevs av Claude Chappuis 1933.  Nitocrella incerta ingår i släktet Nitocrella och familjen Ameiridae. Inga underarter finns listade i Catalogue of Life.